# Majolus

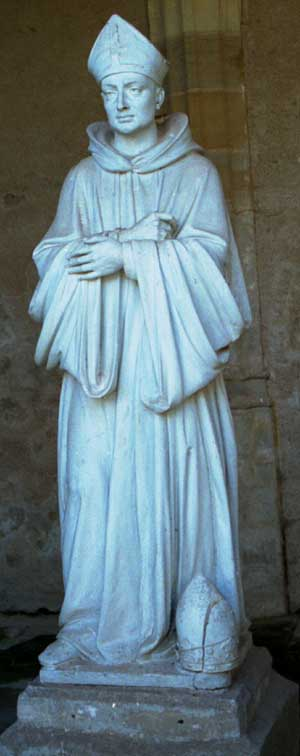
Majolus, vierde abt van Cluny
Beeld in het klooster en
priorij Saint-Pierre-et-Saint-Paul in Souvigny

Majolus, of Mayeul, (Valensole, 906 - Souvigny, 994) was een Frans abt en heilige. Hij studeerde in Lyon en werd kanunnik in Mâcon.
Om te ontsnappen aan een aanstelling tot bisschop van Besançon werd hij monnik in de abdij van Cluny. In 954 werd hij abt en bleef de abdij van Cluny ruim 40 jaar leiden. Door het vertrouwen dat hij kreeg van pausen en vorsten, was Majolus in zijn tijd een invloedrijk figuur en hervormde hij vele kloosters. Van keizer Otto II kreeg hij zelfs het pausschap aangeboden, maar Majolus weigerde. Op terugweg van een pelgrimstocht uit Rome werd Majolus samen met een groep pelgrims op de Grote Sint-Bernhardpas in 972 gevangengenomen door de Saracenen van Freysenet. Na betaling van een losgeld kwam hij vrij. Kort daarop werden de Moren verslagen. Zijn feestdag wordt gevierd op 11 mei.

## Levensloop

### Kerkelijke vorming
Majolus werd in 910 geboren in Valensole in een rijke adellijke familie in de Haute-Provence. In zijn jeugd ontvluchtte hij met zijn familie in 916-918 de Provence, welke geteisterd werd door feodale oorlogen tussen de adellijke families van de Provence en Bourgondische families, die in 911 door Hugo van Arles naar de Provence waren gehaald. Bij deze conflicten vonden de ouders van Majolus de dood.. 
Hij nam zijn toevlucht in Bourgondië, in Mâcon. Hij trad toe tot de seculiere geestelijken, studeerde vervolgens in Lyon, om daarna kanunnik te worden van de kathedraal van St Vincent in Mâcon, daarna aartsdiaken. In 930 weigerde hij een benoeming tot Aartsbisschop van Besançon.

### Abt van Cluny
Slechts tien jaar later keerde hij als monnik terug in Cluny, waar hij zijn geloften in 943 of 944 aflegde. Daar vervulde hij de functie van "armarius" (bewaker van boeken en ceremoniemeester). In 948 liet de abt Aymard Cluny, die blind werd, hem het klooster leiden als coadjutor. Aymard stelde zijn ambt als abt in 954 ter beschikking, wat de mogelijkheid voor Majolus opende om de komende veertig jaar het ambt van abt uit te oefenen.  
Zijn goede betrekkingen met Adelheid, de zuster van de koning van Bourgondië Koenraad de Vredelievende (937-993), en de echtgenote van de Duitse koning Otto I, die in 962 keizer werd, gaf hem een zekere invloed aan het hof van de keizer en ook nog aan het hof van diens zoon Otto II. Hij speelde een bemiddelende rol in de privé-conflicten binnen de keizerlijke familie. Hierdoor werd hij zo gewaardeerd dat de keizer hem na het overlijden van zowel paus Benedictus VI als paus Benedictus VII het pausschap aanbood, maar hij weigerde deze functie met als argument dat hij zich nuttiger voelde tussen zijn monniken in Cluny.

### De invloed van Cluny onder Majolus
Majolus leidde de financiële ontwikkeling van de abdij in goede banen. Hij beheerde de donaties die op basis van de grote reputatie van de abdij van Cluny bleven toestromen op zorgvuldige wijze. In totaal verrijkten ongeveer 900 dorpen, wat betreft rechten en inkomens van parochie, tienden, enz., in de omgeving van Cluny, de regio's van de Loire, van de Bourbonnais, van de Nivernais, van de valleien van de Saône en de Rhône het patrimonium van de abdij van Cluny. Deze giften werden voor weldoeners verbonden aan de innovatieve manier om de doden te gedenken. Deze nieuwe dodencultus nam in Cluny een grote vlucht. Behalve de monniken werden namelijk ook de weldoeners van het klooster op hun gedenkdagen herdacht. In die tijd ontwikkelde zich ook de burcht van Cluny, ten noordwesten van de abdij, er ontstond daar een kerk. De plaats viel als een heerlijkheid onder de abdij van Cluny. Mogelijk werd er ook recht gesproken. 
Vanaf 967 pakte Majolus het hervormingswerk dat al was begonnen door Odo weer op. Hij voerde in zijn vele kloosters de regels van 
Benedictus opnieuw in. Dit vergrootte de invloed van de Cluniazenser orde tot in de meest verafgelegen regio's van West-Europa, zoals Pavia, die op hun beurt deze invloed weer verder verspreiden. Onder Majolus heeft de macht en invloed van de Ecclesia Cluniacensis, die reeds was ingezet onder Odon, zich sterk ontwikkeld, dit vooral door de strenge (kwaliteits)controle van Cluny (visitatiecommissies) op alle kloosters die bij de organisatie waren aangesloten. De drie kloosters van Cluny, Souvigny en Charlieu vormden de kern van de beweging. 
Majolus was ook een man van grote cultuur en de kopiisten van het Scriptorium waren gedurende zijn lange bewind zeer actief. De abdij werd te klein voor de groeiende gemeenschap, Majolus moedigde verdere bouwwerkzaamheden in Cluny aan, Reeds in 955 werd begonnen met de bouw van een nieuwe kerk, de St. Peter de Oude (Cluny II). Deze nieuwe kerk werd op 14 februari 981 door de aartsbisschop van Lyon ingewijd. 
Op een van zijn reizen naar Rome nam hij Willem van Volpiano met zich mee. Hoewel hij erg gehecht was aan Willem, gaf Majolus toch de voorkeur aan Odilo om hem in Cluny op te volgen. Hij vertrouwde Willem de Abdij van Sint Bénigne Dijon toe, van waaruit Willem vele kloosters, vooral in Normandië hervormde.

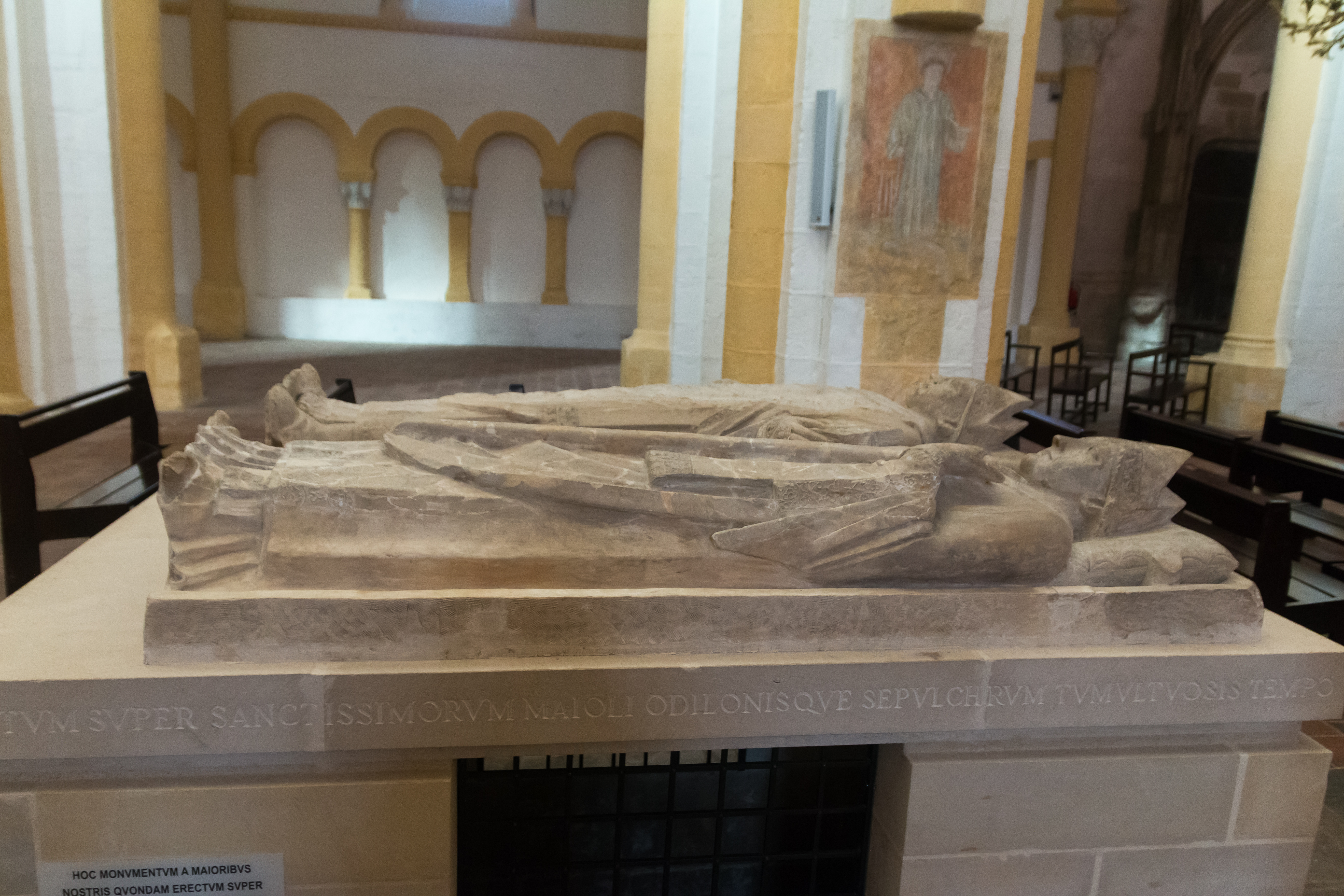
Gisanten van Majolus en Odilo van Cluny in de kerk van Souvigny

In juli 972 werd Majolus in de Alpen, bij de Grote-Sint-Bernardpas gevangengenomen door de Saracenen van Fraxinetum, wat tot een algemene mobilisatie van de Provençaalse aristocratie leidde. Deze werd gecoördineerd door graaf Willem. Veel voorwerpen van aanbidding en een zilverschat van Cluny werden omgesmolten om het losgeld van 1000 zilveren ponden te kunnen betalen. Na zijn vrijlating organiseerde Graaf Willem I van de Provence «uit naam van Majolus» een bevrijdingsoorlog tegen de Saracenen, waarna de Saracenen na de Slag bij Tourtour in (973) uit Zuid-Frankrijk werden verdreven. In 993 deed dezelfde graaf, die op dat moment stervende was, een oproep aan Avignon om zijn ziel te verlichten en gaf hij verschillende domeinen uit zijn patrimonium aan de Abdij van Cluny.  
Door de Franse koning Hugo Capet aangewezen om de abdij van Saint-Denis te hervormen, begaf Majolus zich op weg, tijdens welke reis hij op 11 mei, 994 in de priorij van Souvigny op achtentachtigjarige leeftijd stierf. Hij werd ook in Souvigny begraven. De koning zelf nam het op zich om zijn begrafenis te organiseren.
Voor zijn dood had hij Odilo uitverkoren om het lot van de abdij verder in goede banen te leiden. Majolus was de organisator van de monastieke hervormingen in de tweede helft van de tiende eeuw: hij was een "krachtige, sobere, briljante en aantrekkelijke" persoonlijkheid.

## De cultus van Sint-Majolus
De verering van Sint-Majolus was in de middeleeuwen in het West-Europa van aanzienlijk belang. De erkenning van zijn heiligheid blijkt al in de eerste jaren na zijn overlijden te zijn begonnen. Reeds in 996 gaat de koning van Frankrijk Hugo Capet op bedevaart naar Souvigny om zijn graf te bezoeken. Het verblijf in Souvigny van Robert de Vrome, koning van Frankrijk in 1019-1020 geeft aan dat de pelgrimstocht duidelijk een gewoonte is geworden. Souvigny, met de graven van Majolus en zijn opvolger Odilo bleef gedurende de Middeleeuwen een geliefd bedevaartsoord. Hun graven werden gevandaliseerd tijdens de Franse Revolutie.
In een schrijven van paus Gregorius V op 22 april 998 verwijst hij naar de "zaliger gedachtenis van de heilige Mayeul" wat een "aankondiging" was van heiligheid. 
In 999 wordt een kapel in het klooster van Sainte-Marie de Pavie onder bescherming van Sint Majolus geplaatst; deze bescherming is daarna uitgebreid tot het hele klooster. Zijn cultus verspreidde zich naar Bretagne (Saint-Mayeux, Côtes-d'Armor), naar de Jura (Chapois) en naar de Lyonnais (Ternais, Rhône).
Als gevolg van de in zijn naam gevoerde oorlog tegen de Saracenen van Freysenet, is hij als "Bevrijder van de Provence", vanuit het cluniazensisch perspectief, "de eerste abt" van Cluny die als een heilige wordt erkend, een emblematisch figuur, die de cluniazensische kloosterorde los maakte van de tutelage van leken en bisschoppen. 

## Voetnoten
1. ↑  P.A. Février (onder leiding van) - De oorsprong van de Provence in het jaar 1000, pagina 486: 
... Het is in dit gevecht dat de vader en moeder van Majolus werden gedood...
2. ↑  Agnes Gerhards, Abdij van Cluny editie Complexe, 1992 (ISBN 2870274564), p.50
3. ↑  Agnes Gerhards, De Abdij van Cluny editie Complexe, 1992 (ISBN 2870274564), blz.19
4. ↑  Marcel Pacaut, Les ordres religieux au Moyen Âge ((nl)  De religieuze ordes in de Middeleeuwen), Nathan, 1970 p.57
5. ↑  (fr)  Florence Donnarel, Le fief des Bourbons, Détours en France, april 2021, p. 93-94